# Zápas na Letních olympijských hrách 1992 – muži, řecko-římský do 130 kg
Zápas řecko-římský ve váhové kategorii do 130 kg probíhal na Letních olympijských hrách 1992 v barcelonském Instituto Nacional de Educación Física de Cataluña. O medaile se utkalo celkem 16 zápasníků.

## Turnajové výsledky
Zápasníci jsou rozděleni do dvou skupin. Je aplikován systém na dvě porážky.
Legenda
- TO — Lopatkové vítězství
- SP — Vítězství pro převahu, 12 až 14 bodů rozdíl, poražený s body
- SO — Vítězství pro převahu, 12 až 14 bodů rozdíl, poražený bez bodů
- ST — Vítězství na technickou převahu, 15 bodů rozdíl
- PP — Vítězství na body, poražený s body
- PO — Vítězství na body, poražený bez bodů
- PA — Vítězství pro soupeřovo zranění
- DQ — Vítězství pro soupeřovu diskvalifikaci
- D2 — Oba zápasníci diskvalifikováni pro pasivitu, skóre 0-0
- DNA — Nenastoupil
- L — Porážky
- ER — Kolo vyřazení
- CP — Klasifikační body
- TP — Technické body

### Skupiny

#### Skupina A
|                        | Score  |                        | CP     |
| Kolo 1                 | Kolo 1 | Kolo 1                 | Kolo 1 |
| ---------------------- | ------ | ---------------------- | ------ |
| Andy Borodow (CAN)     | 0–5    | Alexandr Karelin (EUN) | 0–4 TO |
| Bounama Touré (SEN)    | 0–3    | Cándido Mesa (CUB)     | 0–4 TO |
| Milan Radaković (IOP)  | 7–0    | Guillermo Díaz (MEX)   | 4–0 TO |
| Juha Ahokas (FIN)      | 2–4    | Ioan Grigoraș (ROU)    | 1–3 PP |
| Kolo 2                 |        |                        |        |
| Andy Borodow (CAN)     | 5–0    | Bounama Touré (SEN)    | 4–0 TO |
| Alexandr Karelin (EUN) | 7–0    | Cándido Mesa (CUB)     | 4–0 TO |
| Milan Radaković (IOP)  | 0–2    | Juha Ahokas (FIN)      | 0–3 PO |
| Guillermo Díaz (MEX)   | 0–16   | Ioan Grigoraș (ROU)    | 0–4 ST |
| Kolo 3                 |        |                        |        |
| Andy Borodow (CAN)     | 2–0    | Cándido Mesa (CUB)     | 4–0 TO |
| Alexandr Karelin (EUN) | 8–1    | Juha Ahokas (FIN)      | 3–1 PP |
| Milan Radaković (IOP)  | 1–8    | Ioan Grigoraș (ROU)    | 1–3 PP |
| Kolo 4                 |        |                        |        |
| Andy Borodow (CAN)     | 0–4    | Ioan Grigoraș (ROU)    | 0–3 PO |
| Alexandr Karelin (EUN) |        | Bye                    |        |
| Kolo 5                 |        |                        |        |
| Alexandr Karelin (EUN) | 3–0    | Ioan Grigoraș (ROU)    | 4–0 TO |

| Zápasník               | L | R | CP | TP | TB |
| ---------------------- | - | - | -- | -- | -- |
| Alexandr Karelin (EUN) | 0 | — | 15 | 23 | 8  |
| Ioan Grigoraș (ROU)    | 1 | — | 13 | 32 | 3  |
| Andy Borodow (CAN)     | 2 | — | 8  | 7  | 0  |
| Juha Ahokas (FIN)      | 2 | 3 | 5  | 5  | 3  |
| Milan Radaković (IOP)  | 2 | 3 | 5  | 8  | 0  |
|                        |   |   |    |    |    |
| Cándido Mesa (CUB)     | 2 | 3 | 4  | 3  |    |
| Guillermo Díaz (MEX)   | 2 | 2 | 0  | 0  |    |
| Bounama Touré (SEN)    | 2 | 2 | 0  | 0  |    |

#### Skupina B
|                             | Score  |                         | CP     |
| Kolo 1                      | Kolo 1 | Kolo 1                  | Kolo 1 |
| --------------------------- | ------ | ----------------------- | ------ |
| Panagiotis Poikilidis (GRE) | 2–0    | Jerzy Choromański (POL) | 3–0 PO |
| Keniči Suzuki (JPN)         | 0–4    | Tian Lei (CHN)          | 0–4 TO |
| Tomas Johansson (SWE)       | 0–0    | László Klauz (HUN)      | 0–0 D2 |
| Matt Ghaffari (USA)         | 0–0    | Rangel Gerovski (BUL)   | 0–0 D2 |
| Kolo 2                      |        |                         |        |
| Panagiotis Poikilidis (GRE) | 2–0    | Keniči Suzuki (JPN)     | 3–0 PO |
| Jerzy Choromański (POL)     | 2–6    | Tian Lei (CHN)          | 1–3 PP |
| Tomas Johansson (SWE)       | 1–0    | Matt Ghaffari (USA)     | 3–0 PO |
| László Klauz (HUN)          | 1–0    | Rangel Gerovski (BUL)   | 3–0 PO |
| Kolo 3                      |        |                         |        |
| Panagiotis Poikilidis (GRE) | 0–2    | Tomas Johansson (SWE)   | 0–3 PO |
| Tian Lei (CHN)              | 1–2    | László Klauz (HUN)      | 1–3 PP |
| Kolo 4                      |        |                         |        |
| Panagiotis Poikilidis (GRE) | 1–2    | László Klauz (HUN)      | 1–3 PP |
| Tian Lei (CHN)              | 0–6    | Tomas Johansson (SWE)   | 0–3 PO |

| Zápasník                    | L | R | CP | TP | TB |
| --------------------------- | - | - | -- | -- | -- |
| Tomas Johansson (SWE)       | 1 | — | 9  | 9  | 0  |
| László Klauz (HUN)          | 1 | — | 9  | 5  | 0  |
| Tian Lei (CHN)              | 2 | 4 | 8  | 11 |    |
| Panagiotis Poikilidis (GRE) | 2 | 4 | 7  | 5  |    |
| Jerzy Choromański (POL)     | 2 | 2 | 1  | 2  |    |
|                             |   |   |    |    |    |
| Rangel Gerovski (BUL)       | 2 | 2 | 0  | 0  |    |
| Keniči Suzuki (JPN)         | 2 | 2 | 0  | 0  |    |
| Matt Ghaffari (USA)         | 2 | 2 | 0  | 0  |    |

### Finále
|                        | Score            |                             | CP               |
| Zápas o 9. místo       | Zápas o 9. místo | Zápas o 9. místo            | Zápas o 9. místo |
| ---------------------- | ---------------- | --------------------------- | ---------------- |
| Milan Radaković (IOP)  | 2–4              | Jerzy Choromański (POL)     | 1–3 PP           |
| Zápas o 7. místo       |                  |                             |                  |
| Juha Ahokas (FIN)      | 1–0              | Panagiotis Poikilidis (GRE) | 3–0 PO           |
| Zápas o 5. místo       |                  |                             |                  |
| Andy Borodow (CAN)     | 12–0             | Tian Lei (CHN)              | 3.5–0 SO         |
| Zápas o 3. místo       |                  |                             |                  |
| Ioan Grigorașş (ROU)   | 1–0              | László Klauz (HUN)          | 3–0 PO           |
| Finálový zápas         |                  |                             |                  |
| Alexandr Karelin (EUN) | 6–0              | Tomas Johansson (SWE)       | 4–0 TO           |

## Finálové pořadí
1. Alexandr Karelin (EUN)
2. Tomas Johansson (SWE)
3. Ioan Grigoraș (ROU)
4. László Klauz (HUN)
5. Andy Borodow (CAN)
6. Tian Lei (CHN)
7. Juha Ahokas (FIN)
8. Panagiotis Poikilidis (GRE)
9. Jerzy Choromański (POL)
10. Milan Radaković (IOP)